# Auga Seca
Auga Seca es una serie de televisión estrenada en 2020 por la Televisión de Galicia y la RTP, una coproducción de las dos cadenas y rodada en gallego y portugués. Está prevista su emisión en  HBO España a partir de 1 de abril de 2020 y también en HBO Portugal.

## Premisa
Paulo Duarte muere. Un aparente suicidio que no convence a nadie: ni a la policía ni a su hermana Teresa, que decide dejar su vida en Lisboa para descubrir lo que realmente pasó con su hermano. Teresa no se equivoca y la muerte de Paulo esconde mucho más de lo que parece: una red de tráfico de armas liderada por Mauro Galdón, empresario de éxito y padrino de Teresa.
La muerte inesperada de su hermano hace que la vida de Teresa cambie de golpe. Sin esperar a los resultados de la investigación, se traslada de Lisboa a Vigo, para trabajar en la antigua empresa del hermano e investigar qué fue lo que le pasó. Los sucesos provocaron meses de investigación coordinada entre las policías judiciales de España y Portugal, bajo la atenta mirada de la Interpol.
Según la web portuguesa Espalha-Factos: «Es precisamente de esta mezcla de sonoridades entre el portugués y el gallego de lo que vivirá la serie, que cuenta también con actores gallegos en el reparto. Otra de las mezclas más patentes en el proyecto es la del negocio ilegal del tráfico de armas con el mundo empresarial».

## Producción
El proyecto se demoró dos años después de salir del papel, en 2019 ya fue exhibida en Cannes y se vendieron los derechos de transmisión a una distribuidora inglesa. Rodada entre Vigo y Lisboa, dos ciudades con una visión atlántica unidas en esta ficción transfronteriza, Auga Seca reflexiona sobre la familia y la moral en un universo donde nada ni nadie es lo que parece y donde todos buscan conocer la verdad.
Para la periodista portuguesa Sónia Calheiros: «En Auga Seca, una serie de Pepe Coira en la que se habla portugués, gallego y "portuñol", la protagonista Victoria Guerra tiene una cierta inspiración en el personaje de Amy Adams en Sharp Objects: una periodista solitaria, con una investigación independiente entre manos. Al no haber hablado nunca en su vida el gallego, la actriz de 30 años encontró en el aprendizaje de la lengua la mayor dificultad. La conexión entre Portugal y España se realiza a través del contrabando de armas y la investigación policial conjunta. Si bien no se trata de una serie de acción pura y dura, la temática del tráfico de armas es, sin duda, una opción interesante, después de que el tráfico de drogas, por ejemplo, fuera tan bien tratado en Fariña, una serie también ambientada en Galicia.»
Según la RTVG: «'Auga Seca', drama policial enmarcado en el universo del tráfico de armas y sus conexiones con el mundo empresarial, es la primera serie en gallego que accedió al exclusivo  Mipcom de  Cannes, está  coproducida por la gallega  Portocabo y  SP-i, la productora de televisión más importante del país vecino, y va a ser distribuida internacionalmente por la británica  DCD  Rights. La trama, cargada de giros y sorpresas, supone una nueva colaboración entre la TVG y la RTP, canales que mantienen lazos estrechos, después de coproducir también las series 'Vidago  Palace' y 'Verão  M' y programas como 'Camiños de irmandade' y especiales de 'Aquí Galicia' y 'Aquí Portugal'.»
El preestreno de la serie fue en Vigo el 29 de enero de 2020.

## Elenco

### Portugueses
- João Arrais, como Paulo Duarte, el fallecido.
- Victória Guerra, como Teresa Duarte, la hermana de Paulo.
- João Pedro Dantas, como el policía portugués Machado.
- Marta Andrino, una policía portuguesa.
- Adriano Luz, como Lázaro, exmilitar.
- Joana Santos, como Laura, propietaria de un café en Vigo.
- Igor Regalla, como Abel.

### Gallegos
- Sergio Pazos, como el inspector Viñas.
- Monti Castiñeiras, como Mauro Galdón.
- Eva Fernández, como Irene Galdón, la mujer de Mauro Galdón.
- Santiago Romay, como Fran Galdón, el hijo.
- Paloma Saavedra, como Silvia Galdón, la hija.
- Rubén Riós, como Rafa, policía.
- Cris Iglesias, como Gabriela Ferreiro, inspectora de la policía judicial.
- Tacho González, como Saúl, empleado de Galdón.
- Manolo Cortés, como Nicasio.
- Adrián Ríos, como Leo.
- Carmen Méndez, como Magdalena.
- Nacho Castaño, como Méndez, policía.
- Joana Santos, como Laura, amiga de Teresa.